# Giants: Citizen Kabuto
Giants: Citizen Kabuto, kurz Giants, ist ein Computerspiel der Planet Moon Studios aus dem Jahr 2000.

## Handlung
In dem Spiel geht es zuerst um eine Gruppe von Söldnern, darunter auch Baz als eine der Hauptfiguren, die mit ihrem Raumschiff abstürzt und sich auf einer fremden Welt wiederfindet. Dort angekommen, findet Baz recht schnell heraus, dass die sog. „Smarties“ (kleine kauzige Wesen) von den „Reapern“ und „Sea-Reapern“ terrorisiert und unterdrückt werden.
Da Baz ein „Guter“ ist, möchte er diesen Missstand abschaffen. Dazu muss er allerdings zunächst seine über die ganze Welt verstreuten Freunde finden. Nachdem er das getan hat, geht er mit seinen vier Freunden und zwei Smarties zum Angriff über und möchte die böse Sea-Reaper-Königin töten; dabei treffen sie auf die wunderbare Tochter der Königin, die Delphi heißt und ganz und gar nicht mit der Art der Herrschaft ihrer Mutter einverstanden ist. Baz verliebt sich sofort in Delphi und so kämpfen sie fortan zusammen gegen die böse Königin.
Nachdem der Spieler mit Baz seinen Beitrag zur Befreiung der Smarties geleistet hat, übernimmt man die Kontrolle von Delphi, um mit ihr die Königin zu töten. Im Gegensatz zu den Mercenaries, die auf Jetpacks, Unsichtbarkeitsschilde und anderen technischen Kram setzen, baut Delphi auf einen Säbel und verschiedene Arten von Bögen und bei den „Power-Ups“ auf Zauber aller Stärke wie z. B. eine Zeitstoppblase oder einen gigantischen Tornado.
Unerwähnt war bis jetzt der Namensgeber Kabuto. Dieser wird von der bösen Königin zu ihrem Schutz gerufen, rastet aber nach ihrem Tod vollkommen aus und läuft Amok. Um ihn zu stoppen, verwandelt sich Delphi in einen Kabuto-Klon. Kabuto ist ein gigantisches Monster, das alles zu Brei schlägt oder auffrisst, was ihm in die Quere kommt. Seine Waffen sind ganz natürlicher Art: Pranken, Füße, Zähne und sein ganzer Körper. Außerdem kann Kabuto zwei „kleine“ Kinder haben, die ihm aufs Wort gehorchen. Zu seinen weiteren Waffen gehören gigantische Steine, die in der Welt herumliegen und die er als Wurfgeschosse gebraucht. Und zuletzt kann er auch noch mit einer Art Linse einen Laserstrahl bündeln und als Fernkampfwaffe gebrauchen.

## Geschichte
Das Spiel wurde von ehemaligen Shiny Entertainment Mitarbeitern entwickelt, welche die Planet Moon Studio gründeten. Das Spiel fiel im Jahr 2000 vor allem durch seine herausragende Grafik auf, aber auch für die hohen Hardwarevoraussetzungen um dies zu erzielen. Des Weiteren ist das Gameplay relativ frei gestaltet und die Spieldauer relativ hoch, mit einem nennenswerten Wiederspielwert. Auch bekannt für viele Bugs und Unausgewogenheiten, wurde nach dem letzten offiziellen Patch durch die Spieler-Gemeinde versucht im Rahmen von Fan-Patches diese Mängel zu beheben. Im September 2009 wurde Giants in der Digitalen Distribution bei gog.com wiederveröffentlicht.

## Nachfolger
Im September 2015 startete Rogue Rocket Games, gegründet von ehemaligen Planet Moon Studios-Mitarbeitern, eine Crowdfunding-Kampagne auf der Plattform Kickstarter zur Finanzierung eines inoffiziellen Nachfolgers namens First Wonder. Nach dem Scheitern der Kampagne erklärte Rogue Rocket Games im Februar 2016 in einer E-Mail an alle Unterstützer die Einstellung des Projekts. Auch der Versuch, First Wonder mithilfe von Investoren zu realisieren, scheiterte.